# Loodbekje
Het loodbekje (Euodice malabarica synoniem: Lonchura malabarica) is een zangvogeltje behorend tot de familie van de prachtvinken. Het komt voor in Azië en wordt veel als siervogel gehouden.

## Kenmerken
De vogel is 11 cm lang en weegt 10 tot 14 g. Het  mannetje van het loodbekje is alleen te onderscheiden van het vrouwtje door zijn zang, het vrouwtje zingt niet. Ze tonen veel gelijkenis met het zilverbekje. De bovenzijde van de snavel is bij het loodbekje donkerder van kleur (loodkleurig) dan bij het zilverbekje. Daarnaast is bij het loodbekje de stuit wit en bij het zilverbekje zwart.

## Verspreiding en leefgebied
Het verspreidingsgebied is India, Sri-Lanka en een deel van Zuidoost-Azië. Het leefgebied bestaat uit open landschappen, halfwoestijnen met struikgewas, savanne, maar ook agrarisch gebied met dorpen en steden, meestal in laagland of heuvels, in het Himalayagebied tot op 1200 m boven de zeespiegel.
Ontsnapte kooivogels vormden verwilderde populaties in Bahrein, Israël, Jordanië, Koeweit, Puerto Rico, Qatar, Saoedi Arabië, Taiwan, Hawaï en Zuidoost-Frankrijk.

## Status
De grootte van de populatie is niet gekwantificeerd, maar de vogel is plaatselijk algemeen en de aantallen blijven stabiel. Om deze redenen staat de soort als niet bedreigd op de Rode Lijst van de IUCN.

## Loodbekje als siervogel

### Sociaal
Het is een levendige, sociale en verdraagzame vogel, die goed in een gemengde volière gehouden kan worden. Meerdere koppels samen houden in een volière heeft de voorkeur boven een enkel koppeltje.

### Verzorging
Het zijn vrij geharde en sterke vogels die ook ’s winters in een goed geïsoleerde en beplante buitenvolière gehouden kunnen worden, als ze tijdens strenge koude ook over een nachthok kunnen beschikken.
Het menu bestaat uit een zaadmengsel voor kleine tropische vogels, grit, onkruidzaad en groenvoer. Trosgierst is een echte lekkernij voor ze. Daarbij moet vers drinkwater  en maagkiezel altijd ter beschikking staan.

### Kweek
Zorg voor goed nestmateriaal zoals grashalmen, hooi, sisal- en kokosvezel. Ze bouwen dan zelf een mooi rond nest, waarin vier tot vijf eitjes worden gelegd, die overdag door het mannetje worden bebroed, ’s nachts broeden beide a.s. ouders. Na het uitkomen van de eieren  blijven de jongen nog ongeveer drie weken in het nest en worden na het uitvliegen ook nog bijna twee weken door beide ouders verzorgd.

Ze brengen meerdere legsels per jaar voort.